# 田尾典丈
田尾 典丈 （たお のりたけ、1978年 - ）は、日本の小説家。ライトノベル作家。

## 人物
神奈川県出身。高校卒業後、専門学校を経てゲーム業界に入った。
2008年に『ギャルゲーの世界よ、ようこそ！』で第10回エンターブレインえんため大賞小説部門優秀賞を受賞し、翌年、『ギャルゲヱの世界よ、ようこそ!』に改題のうえ出版された同作でデビュー。
また、小説家になろうでは、太田 岳規名義で活動していた。

## 主な著作
長編
- ギャルゲヱの世界よ、ようこそ!（イラスト：有河サトル、ファミ通文庫、全8巻）
- ギャルゲヱの世界よ、ようこそ! addon（イラスト：有河サトル、ファミ通文庫、全2巻）
- ギャルゲヱの世界よ、ようこそ! Fandisc（イラスト：有河サトル、ファミ通文庫、全1巻）
- ギャルゲヱの世界よ、ようこそ! Extradisc（イラスト：有河サトル、ファミ通文庫、全1巻）
- 虚構戦役の戦導師（イラスト：村上ゆいち、MF文庫J、全3巻）
- コンプリート・ノービス（イラスト：籠目、富士見ファンタジア文庫、全5巻）
- リーディング・ブラッド（イラスト：梱枝りこ、富士見ファンタジア文庫、全3巻）
- 中古でも恋がしたい!（イラスト：ReDrop、GA文庫刊、全13巻）
- 七星のスバル(イラスト：ぶーた、ガガガ文庫、全8巻)
- 神器繰刻のアイオーン（イラスト：むりりん、オーバーラップ文庫、全1巻）
- 僕と彼女とカノジョとかのじょ（イラスト：ピロ水、オーバーラップ文庫、全3巻）
- 大図書館の羊飼いノベライズ（イラスト：べっかんこう、ファミ通文庫、全2巻）
- 駿英血統 神馬を継ぐ者（イラスト：鍋島テツヒロ、NOVEL 0、全1巻)
- 二周目勇者のやり直しライフ 〜処刑された勇者（姉）ですが、今度は賢者の弟がいるので余裕です〜（イラスト：にゅむ、電撃の新文芸、既刊2巻)

短編
- メモリアルコラボブック「NEW SEASONS＋ STORIES」（イラスト：牧乃、OVERLAP 1st Anniversary Memorial collection Book）
- そうだ、部活しよう！(FBonline2012年7月掲載)
- ホラーアンソロジー“赤”(FBonline2011年7月掲載)
- ショートストーリーズ 3分間のボーイ・ミーツ・ガール（イラスト：千葉サドル、ファミ通文庫）
- 妹が泣いてるんで帰ります。 〜兄がデスマーチに巻き込まれた時、妹が取るべき10の対策〜（企画・イラスト：三上ミカ、MF文庫J）

WEB掲載作
- 人類反逆の災害召喚（2014年3月、小説家になろう）